# Gürbetaler Höhenweg

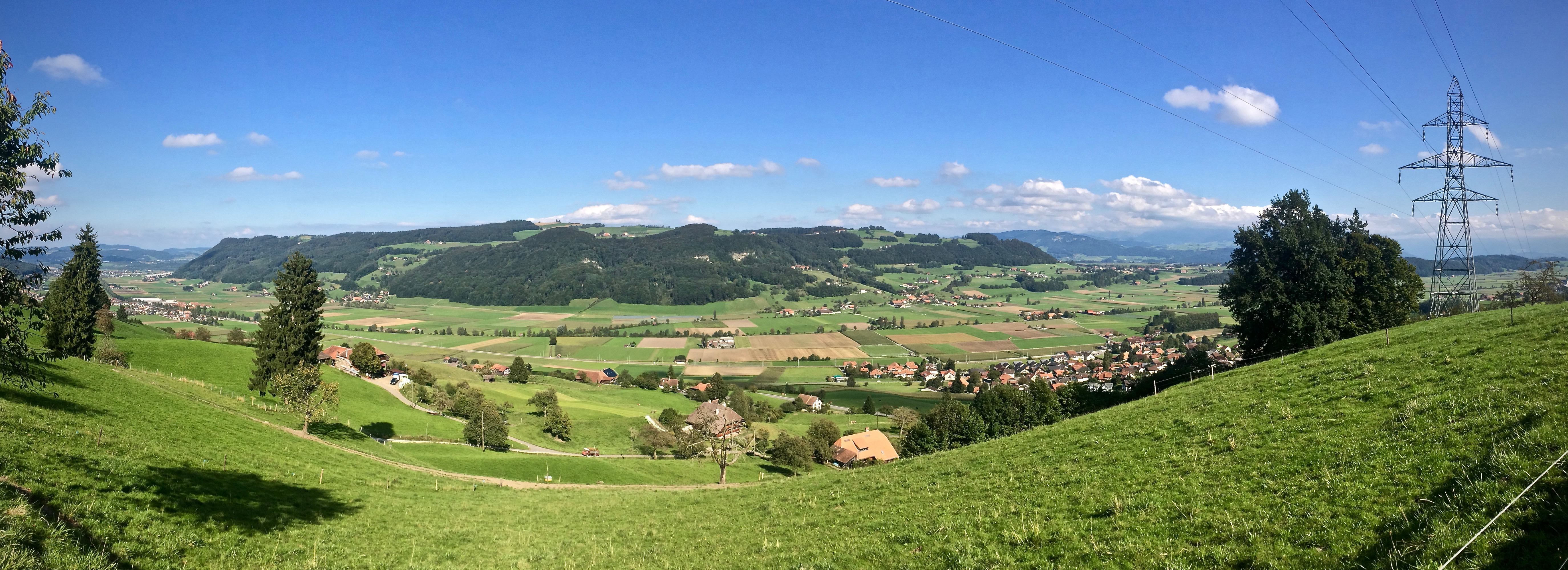
Blick ins Gürbetal bei Kaufdorf

Der Gürbetaler Höhenweg ist ein 27 km langer Wanderweg im Schweizer Naturpark Gantrisch, im Grossraum Bern, oberhalb des Flusses Gürbe.
Startort dieser Wanderung ist Kehrsatz. Nach einem kurzen Aufstieg an der Flanke des Längenbergs führt der Gürbetaler Höhenweg im leichten Auf und Ab auf Naturwegen durch fruchtbares Land und lichte Wälder. Im Hintergrund ragen die Schneeberge in den Himmel. Alte, blumengeschmückte Bauernhäuser säumen den Weg. Attraktion unterwegs ist zum Beispiel der Weiler Falebach, der wohl besterhaltene Weiler auf dem Längenberg.
Bereits nahe dem Endpunkt der Wanderung liegt das Dorf Riggisberg. Der Gürbetaler Höhenweg führt am international herausragenden Textilmuseum der Abegg-Stiftung vorbei. Das letzte Teilstück hinunter nach Wattenwil führt teilweise über einen Abschnitt des Jakobswegs.
Die Wanderung dauert ungefähr 7,5 Stunden und kann beliebig in Etappen unterteilt werden. Der Weg kann je nach Ausgangs-/Zielpunkt mit der S-Bahn oder mit dem Postauto von Bern aus erreicht werden.